# Curmătura (okręg Prahova)
Curmătura – wieś w Rumunii, w okręgu Prahova, w gminie Păcureți. W 2011 roku liczyła 326 mieszkańców.